# Émile Legrand
Émile Legrand (ur. w 1897, zm. ?) – francuski bobsleista, olimpijczyk.
Brat Fernanda Legranda.

## Występy na IO
| Rok  | Igrzyska Olimpijskie | Konkurencja             | Wyniki                                |
| 1924 | Chamonix             | czwórki/piątki mężczyzn | DNS w drugim ślizgu; nieklasyfikowany |